# Piet de Visser
Piet de Visser (Oost- en West-Souburg, Nizozemska, 23. rujna 1934.)  nizozemski je nogometni trener i skaut. U svojoj 40-godišnoj karijeri je vodio mnoštvo nizozemskih klubova.
Poznat je kao skaut koji je prepoznao igračke veličine kao što su Romário i Ronaldo što ih je doveo u Europu. Danas je profesionalni savjetnik Romanu Abramoviču, vlasniku engleskog kluba Chelsea. Nizozemska televizija ga je angažirala kao analitičara za svjetsko prvenstvo 2010.; uglavnom je pokrivao afričke sastave.

## Uspjesi
- 2006.: nagrada Rinus Michels[3]